# جاك ماكدوغال
جاك ماكدوغال هو سياسي كندي، ولد في 1953 في سانت جون في كندا. حزبياً، نشط في Green Party of New Brunswick ‏.